# Jelenia Ubocz

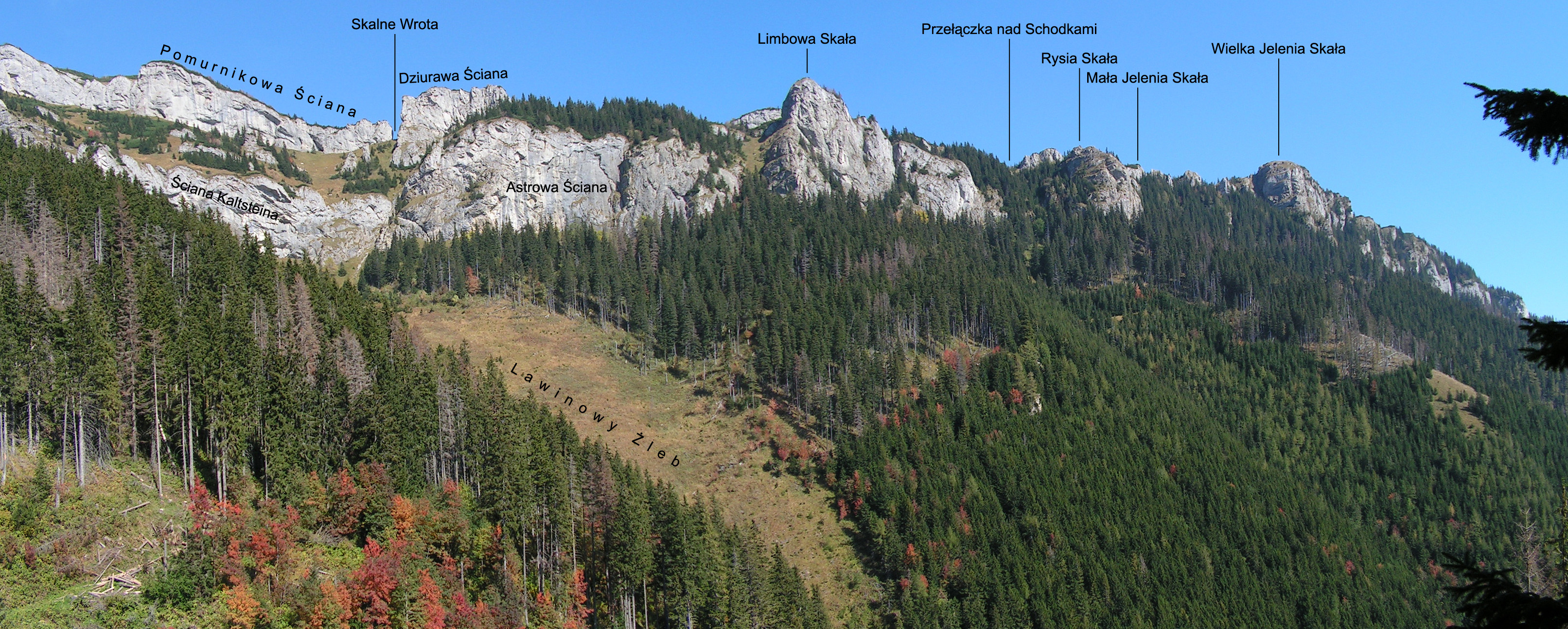
Jelenia Ubocz poniżej skał, na prawo od Lawinowego Żlebu

Jelenia Ubocz – strome i porośnięte lasem zbocze opadające spod wschodniej części Koziego Grzbietu na południe, do Doliny Czarnej Rakuskiej w Tatrach Bielskich na Słowacji. Znajduje się na nim płytko wcięty Jeleni Żleb. Porośnięte jest bujnym lasem, w którym nie prowadzi się wyrębu drzew. Zbocze przecinają trzy wyraźne ścieżki, ale dla turystów jest to zamknięty obszar ochrony ścisłej Tatrzańskiego Parku Narodowego.